# The Big F
The Big F è stato un gruppo hard rock statunitense formato nel 1989.
Era composto dal chitarrista Mark Christian, dal bassista John "Shreve" Crawford e dal batterista Rob Brill, autore anche di tutti i brani, gli ultimi due ex componenti dei Berlin.
Nel corso della loro breve carriera hanno pubblicato 2 album, il primo omonimo, uscito nel 1989 nel più fitto mistero sui componenti del gruppo, è considerato un ottimo album hard rock ricco di venature blues mentre il secondo Is di cinque anni più tardi è più variegato con sempre una forte impronta blues di fondo.
Vengono annoverati tra gli antesignani del grunge.

## Discografia

### Album
- 1989 - The Big F - (Elektra)
- 1994 - Is - (Chrysalis)

### EP e singoli
- 1990 - Doctor Vine (singolo, Elektra)
- 1993 - Patience Peregrine (EP, Chrysalis)

### Compilation
- Rubáiyát: Elektra's 40th Anniversary con il brano Kick Out the Jams